# Мавзолей Тауке-хана
Мавзолей Тауке-хана (каз. Тәуке хан кенесені) — памятник истории и архитектуры XIV—XVII веков в городе Туркестане, в 40 м к югу от восточного минарета мавзолея Ходжи Ахмеда Ясави. В 1982 году был внесён в список памятников истории и культуры Казахстана республиканского значения под названием «Восьмигранный мавзолей» (каз. Сегіз қырлы кесене), в 2022 году название в списке было изменено на «Мавзолей Тауке-хана».

## Архитектура
Мавзолей сохранился в руинированном состоянии. Прямоугольный в плане, за счёт небольшого портала несколько вытянут в северо-восточном направлении. Такая ориентация мавзолея, не учитывающая близлежащей ханаки Ходжи Ахмеда Ясави, позволяет его отнести к раннему периоду строительства — до XIV века, хотя при обследовании памятника встречались сопутствующие археологические материалы, датированные периодом не раньше XVI века. Интерьер мавзолея восьмигранный с 8 равными нишами в стенах. Большие разрушения не дают возможности восстановить его первоначальный облик. Склеп в мавзолее не был обнаружен. Пол выстлан квадратным кирпичом. На полу сохранились 3 небольших надгробия, вытесанные из песчаника с полностью утраченными эпитафиями. Существенной деталью является устройство нового входа с ориентацией на мавзолей Ясави, что может быть отнесено к периоду после XIV века, но не позже XVIII века, когда мавзолей уже был обрушен.